# Deunte Heath
Raymon Deunte Heath es un beisbolista estadounidense (nacido en Raleigh, Carolina del Norte, Estados Unidos, el 8 de agosto de 1985), es un lanzador de La Liga Venezolana de Béisbol Profesional para los Leones del Caracas.

## Primeros años
Heath fue a Newton County High School y fue seleccionado en la ronda 27, 799a general, en su último año por los Mets de Nueva York en 2003. Él no firmó, y pasó a Lake City Community College. En su primer año de 2004, se consiguió 6 victorias y fue nombrado segundo equipo All-Mid-Conferencia de la Florida. Fue seleccionado ese año por los Devil Rays de Tampa Bay en la ronda 25, 735a general, 13 selecciones antes jardinero de los Rays Justin Ruggiano. Sin embargo, no firmó y volvió a Lake City CC. En su segundo año, obtuvo 4 victorias y fue calificado como el mejor prospecto número 146 para el Proyecto de la MLB 2005 por Baseball America. En ese proyecto, fue seleccionado por los Angelinos de Los Ángeles de Anaheim en la ronda 23, 703ª general, 2 selecciones antes de lanzador de los Phillies David Herndon . Una vez más, Heath no firmó, pero lo hizo la transferencia a la Universidad de Tennessee . En su primer año, se fue de 4-3 con una efectividad de 3.86. Fue seleccionado en el Draft de 2006 por los Bravos de Atlanta en la ronda 19, en general 580ª, 1 selección antes de lanzador de los Indios Josh Tomlin.

## Carrera profesional
Heath fue asignado a Single-A Roma, donde se fue de 2-3 con una efectividad de 2.03 antes de ser promovido a Mayor-A Myrtle Beach , donde se fue de 2-4 con una efectividad de 5.82. Comenzó 2007 con Myrtle Beach, donde fue un impresionante 9-2 con una efectividad de 3.11 antes de ser promovido a Doble-A Mississippi, donde se fue de 4-5 con una efectividad de 5.56. Comenzó 2008 con Mississippi, yendo 2-5 con una efectividad de 4.16 antes de ser ascendido a Triple-A Gwinnett , donde se fue de 0-1 con una efectividad de 9.64. Heath fue puesto en libertad después del año. Jugó la temporada baja en la Liga Otoñal de Arizona con Mesa, apareciendo en 10 partidos con una efectividad de 8.31.
Heath fue suspendido por los Bravos para hacer clic en un prostitución internet anuncio y el supuesto pago de $ 75 para ella. Él fue enviado a su casa, y esto fue lo que llevó a los Bravos de ponerlo en libertad, junto con su poca progresión.
Heath firmó con los Medias Blancas, el 4 de abril de 2010. Jugó 2010 con Doble-A Birmingham, va de 2-4 con una efectividad de 3.12 en exclusiva en relieve. Jugó todo el año 2011 con el equipo Triple-A Charlotte , donde se fue 4-7 con una efectividad de 4.73. Se le añade a la lista de 40 jugadores para protegerse del Proyecto de Regla V.
El 4 de julio de 2012, Heath fue llamado por los Medias Blancas para reemplazar al lesionado Jesse Crain . Fue devuelto a Charlotte el 8 de julio, sin haber hecho acto de presencia para los Medias Blancas.
Heath fue outrighted fuera del roster de los Medias Blancas, el 7 de febrero de 2014.
El 18 de abril de 2016, firmó con el Heath Vaqueros Laguna de la Liga Mexicana de Béisbol.
El 17 de mayo de 2016, Heath fue cambiado a los Pericos de Puebla.

## Con Los Leones del Caracas
Heath regresa a la LVBP.
El lanzador Deunte Heath tendrá su segunda experiencia en la Liga Venezolana de Béisbol Profesional y primera con los Leones del Caracas.
En la temporada 2011-2012, Heath vino al país con los Tigres de Aragua y dejó marca de 2-2 con 2.29 de efectividad en siete presentaciones, todas como abridor.
En total esta campaña en la ronda regular, Deunte Heath realizó 45 presentaciones como relevista, sumó tres victorias por cinco derrotas y consiguió tres salvados en seis oportunidades. Su efectividad fue de 3.11, mientras que totalizó 51 ponches y 11 boletos en 46.1 innings.
El derecho tiene experiencia de dos temporadas 2012 y 2013 en Grandes Ligas con los Chicago White Sox y también jugó durante dos años en Japón.
En este 2016, Deunte Heath se trasladó a México donde empezó jugando con los Vaqueros de la Laguna y posteriormente pasó a los Pericos de Puebla, con quienes se tituló campeón de la liga azteca.